# Oberottendorf
Oberottendorf je vesnice, místní část města Neustadt in Sachsen v německé spolkové zemi Sasko. Nachází se v zemském okrese Saské Švýcarsko-Východní Krušné hory a má 501 obyvatel.

## Historie
Lesní lánová ves je poprvé spolu se sousedním Niederottendorfem zmiňována roku 1262 jako Tutendorph. Roku 1950 se stala součástí Berthelsdorfu, spolu s kterým byla roku 1994 začleněna do nové obce Hohwald. Ta se roku 2007 sloučila s městem Neustadt in Sachsen.

## Geografie
Oberottendorf se rozkládá na pomezí Šluknovské pahorkatiny a Saského Švýcarska v údolí Ottendorfského potoka, patřícího do povodí Polenze. Na severovýchodě zasahuje na území vsi lesní oblast Hohwald s lamprofyrovým lomem. Územím prochází uzavřený úsek železniční trati Budyšín – Bad Schandau, na které se nachází železniční stanice Oberottendorf.

## Pamětihodnosti
- raně barokní evangelicko-luterský vesnický kostel
- památník obětem světových válek
- smírčí kříž